# هي (فلم)
هي (بالإنجليزية: Her) هو فيلم خيال علمي ورومانسية 2013 من تأليف وإخراج سبايك جونز. من بطولة خواكين فينيكس، إيمي آدامز، روني مارا، أوليفيا وايلد وسكارليت جوهانسون. يدور الفيلم حول كاتب يطور علاقة مع نظام تشغيل ذكي ذو صوت وشخصية أنثى. عُرض الفيلم لأول في مهرجان نيويورك السينمائي في 13 أكتوبر، 2013 وصدر في دور العرض في 18 ديسمبر، 2013.

## القصة
ثيودور، وهو رجلٌ وحيد في المراحل النهائية من طلاقه. يعمل ثيودور ككاتب رسائل، وغالبا ما يمضي وقت فراغه بلعب ألعاب الفيديو أو التسكع مع الأصدقاء في بعض الأحيان. يقرر ثيودور شراء نظام التشغيل الجديد OS1 الذي صَدر حديثا وتم الإعلان عنه كأذكى نظام تشغيل صناعي في العالم، سرعان ما يجد ثيودور نفسه منجذبً لسامانثا، الصوت المؤنث لنظام OS1. فيبدأن بقضاء أوقاتً أكثر مع بعضهما البعض ليُكونا علاقة أوثق وأقرب، فيجد كل منهما نفسه واقعا بحب الآخر. بعد وقوع ثيودور في الحب مع نظام التشغيل خاصته، يجد تيودور نفسه مجبرا على التعامل مع مشاعر الحب والشك لديه. باعتبارها نظام التشغيل، ذكاء سامانثا العالي يساعد ثيودور بطرق أخرى لم يستطع أحد مساعدته بها، ولكن كيف سيساعده على التعامل مع صراعه الداخلي بشأن الوقوع في الحب مع شخص ليس له وجود بالمعنى الحقيقي.

## الممثلون
- خواكين فينيكس بدور ثيودور تومبلي.
- سكارليت جوهانسون بدور سامانثا (صوت فقط).
- إيمي آدامز بدور ايمي.
- روني مارا بدور كاثرين.
- أوليفيا وايلد بدور إيميليا.
- كريس برات بدور تشارلز.
- كريستين ويج بدور سكسي كيتن (صوت فقط).
- بورشيا دووبلدي بدور إيزابيلا.

## الإستقبال النقدي
تلقى افيلم مراجعات إيجابية جداً من قِبل النقاد. حصل على نسبة 94% على موقع الطماطم الفاسدة بناءً 222 مراجعة، وكان الإجماع النقدي للموقع: «جميل، مفعم بالعاطفة وذكي، فيلم سبايك جونز يستخدم سيناريو الخيال العلمي خاصته ليعبر عن حكمة مضحكة وساخرة حول حالة العلاقات الإنسانية الحديثة». على موقع ميتاكريتيك حصل الفيلم على متوسط تقييم 90% بنائاً على 46 ناقد، مشيراً إلى «إشادة عالمية».

### الجوائز والترشيحات
أدرج معهد الفيلم الأمريكي الفيلم في قائمته لأفضل 10 أفلام في 2013، وترشح لعشرات الجوائز الأخرى من أبرزها:
- أفضل فيلم
- أفضل نص سينمائي أصلي لـ سبايك جونز (فاز بها)
- أفضل موسيقى تصويرية لـ Arcade Fire
- أفضل أغنية أصلية لـ سبايك جونز وKaren O
- أفضل تصميم إنتاج

جوائز الغولدن غلوب
- أفضل فيلم - موسيقي أو كوميدي
- أفضل ممثل - فيلم موسيقي أو كوميدي لـ خواكين فينيكس
- أفضل سيناريو لـ سبايك جونز (فاز بها)

جمعية نقاد السينما في لوس انجلوس
- أفضل فيلم (تعادل) (مع فيلم Gravity)
- أفضل مخرج لـ سبايك جونز (المركز الثاني)
- أفضل نص سينمائي لـ سبايك جونز (المركز الثاني)
- أفضل موسيقى تصويرية لـ Arcade Fire (المركز الثاني)
- أفضل تصميم إنتاج (فاز بها)

جائزة اختيار النقاد للأفلام
- أفضل فيلم
- أفضل مخرج لـ سبايك جونز
- أفضل ممثلة مساعدة لـ  سكارليت جوهانسون
- أفضل نص سينمائي أصلي لـ سبايك جونز (فاز بها)
- أفضل تصميم إنتاج
- أفضل موسيقى تصويرية لـ Arcade Fire

المجلس الوطني للمراجعة
- أفضل فيلم (فاز بها)
- أفضل مخرج لـ سبايك جونز (فاز بها)

جائزة ستالايت
- أفضل نص سينمائي أصلي لـ سبايك جونز
- أفضل موسيقى تصويرية لـ Arcade Fire

جائزة زحل
- أفضل فيلم خيال
- أفضل ممثل لـ خواكين فينيكس
- أفضل ممثلة مساعدة لـ  سكارليت جوهانسون
- أفضل نص سينمائي لـ سبايك جونز

## روابط خارجية
- الموقع الرسمي
- مقالات تستعمل روابط فنية بلا صلة مع ويكي بيانات

لا توجد روابط لمواقع التواصل الاجتماعي.